# 旧起第二尋常小学校奉安殿
旧起第二尋常小学校奉安殿（きゅうおこしだいにじんじょうしょうがっこうほうあんでん）は、愛知県一宮市三条字苅2の三條神社境内にある奉安殿。登録有形文化財。

## 歴史

### 竣工
1890年（明治23年）に教育勅語が発布されると、文部省は各学校に対して御真影（天皇の肖像写真）を下賜し、その保管場所として金庫形式の奉安庫または独立した建築物としての奉安殿が設置された。
1929年（昭和4年）11月30日、起第二尋常小学校（現・一宮市立三条小学校）の奉安殿としてこの建物が建てられた。紀元節や天長節などの限られた機会にのみ、校長が扉を開けて教育勅語と御真影を取り出したとされる。

### 移築

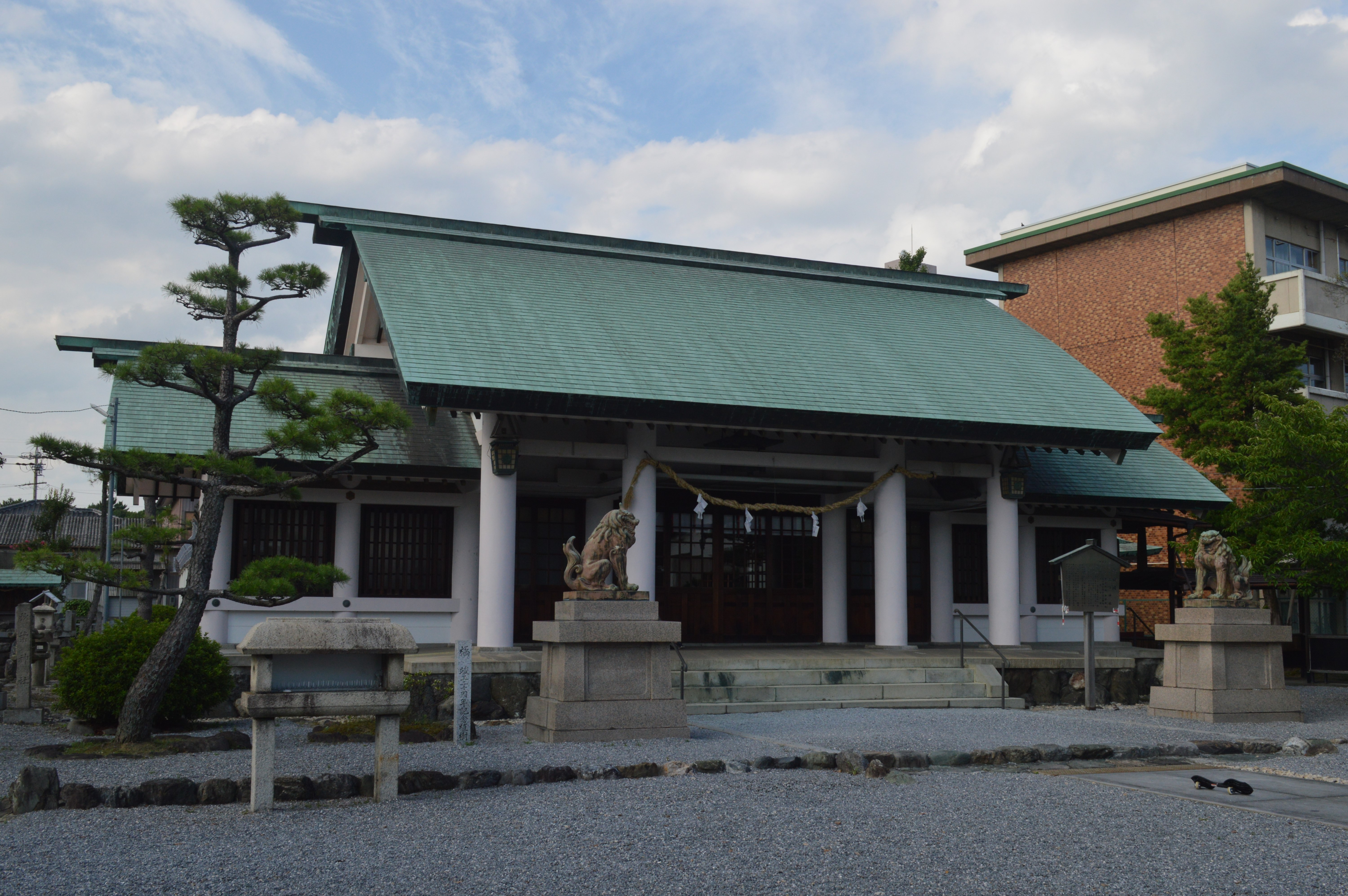
三條神社

1946年（昭和21年）6月29日には文部省の指導によって全国の小学校からの撤去が指示され、全国の多くの奉安殿が解体された。1947年（昭和22年）頃、起第二尋常小学校の奉安殿は隣接地にある三條神社に移築されたことで解体を免れた。三條神社に関連する書庫・倉庫として使用されている。

### 保存
2007年（平成19年）10月2日、登録有形文化財に登録された。登録基準は「造形の規範となっているもの」。
愛知県においては旧起第二尋常小学校の奉安殿の他に、名古屋市守山区の廿軒家神明社に守山尋常小学校の奉安殿、名古屋市緑区の大高八幡社に大高国民学校の奉安殿、春日井市の道風公園に小野尋常小学校の奉安殿、西尾市の中畑八幡社に中畑尋常小学校の奉安殿、西尾市の平坂熊野神社に平坂尋常高等小学校の奉安殿が現存する。

## 建築
鉄筋コンクリート造、入母屋造、妻入、銅板葺。建築面積6.7平方メートル。桁行2.9メートル、梁間2.3メートル。一宮市立三条小学校の西側に隣接する三條神社の本殿の近い場所にある。神社の本殿に似たデザインである。

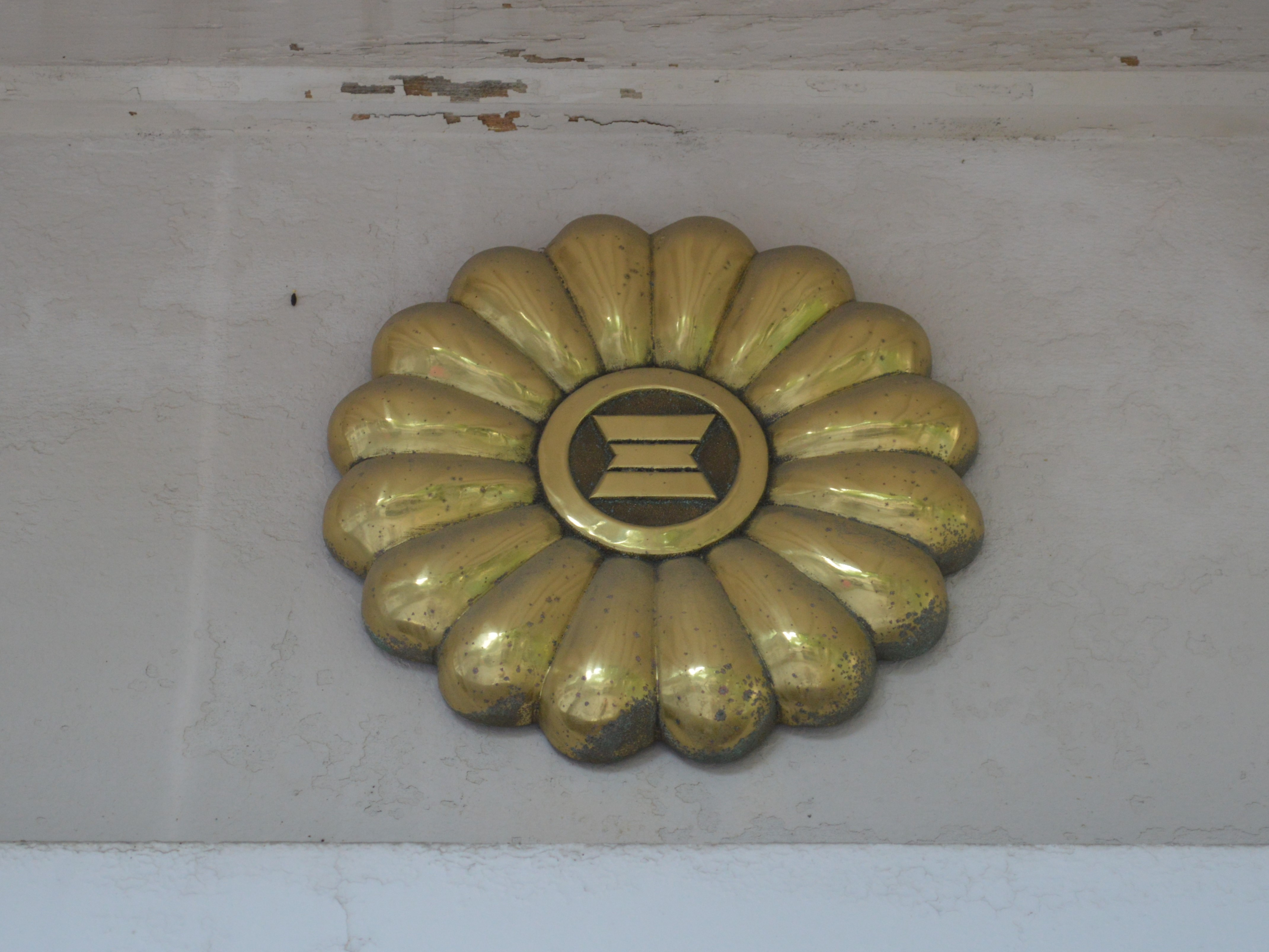
入口上部の三條神社の紋